# Сімерська сільська рада
Сімерська сільська рада — колишній орган місцевого самоврядування у колишньому Перечинському районі Закарпатської області з адміністративним центром у с. Сімер. Сільській раді було підпорядковано лише село Сімер.
Рада складалася з 16 депутатів та голови.

## Керівний склад сільської ради
| ПІБ                           | Основні відомості                                                                  | Дата обрання | Дата звільнення |
| ----------------------------- | ---------------------------------------------------------------------------------- | ------------ | --------------- |
| Вільчинський Іван Дмитрович   | Сільський голова, 1952 року народження, освіта, член Соціалістичної партії України | 26.03.2006   | 31.10.2010      |
| Бугай Володимир Володимирович | Сільський голова, 1963 року народження, освіта середня спеціальна, безпартійний    | 31.10.2010   |                 |

Примітка: таблиця складена за даними джерела

## Населення
За переписом населення України 2001 року в сільській раді мешкало 1829 осіб.

### Мова
Розподіл населення за рідною мовою за даними перепису 2001 року:
| Мова       | Відсоток |
| ---------- | -------- |
| українська | 98,92 %  |
| російська  | 0,97 %   |
| словацька  | 0,05 %   |
| угорська   | 0,05 %   |